# ANI (ファイルフォーマット)
ANI は、Microsoft Windows オペレーティングシステムのアニメーション付きカーソルのための画像ファイルフォーマットである。
このフォーマットはマイクロソフトの RIFF フォーマットに基づくものである。RIFF はアニメーションの個々のフレームを格納するコンテナフォーマットとして使われている。個々のフレームのフォーマットはWindowsアイコンになっている。

## ファイルの構造
ANIファイルには、先頭から順に次のような情報を格納する。
- 名前（オプション）
- 作者情報（オプション）
- デフォルトのフレームレート
- シーケンス情報
- カーソルのホットスポット
- 個々のフレーム（群）、ICOフォーマット
- 個々のフレームレート（オプション）

フレームレートの単位は jiffy で、1 jiffy は 1/60 秒、16.666ミリ秒である。

### 順序付け
シーケンス情報にはフレームを表示する順序を定義する。1つのフレームが複数回表示されるような設定も可能で、ファイル上で書かれている順序とは異なる表示順序も可能である。例えば、3種類の画像から構成されるアニメーションがあるとして、画像をそれぞれ 1, 2, 3 とすると、1-2-3-2-1 というような順序が定義でき、画像は3種類だけを格納しておけばよい。